# 앨리스 이브
앨리스 이브(영어: Alice Eve, 1982년 2월 6일 ~ )는 잉글랜드의 배우이다. 영화 《스타트렉 다크니스》(2013), 《박물관이 살아있다: 비밀의 무덤》(2014), 《밤쉘: 세상을 바꾼 폭탄선언》(2019), 드라마 《블랙 미러》(2016), 《아이언 피스트》(2018, 타이포이드 메리 역) 출연으로 알려져 있다.

## 어린 시절
앨리스 이브는 런던에서, 배우 트레버 이브와 샤론 몬의 딸로 태어났다. 아래로 남동생이 둘 있고, 잉글랜드, 아일랜드, 웨일스 혈통이다. 옥스퍼드 대학교 세인트캐서린 칼리지 영문학과에서 공부하였고, 《진지함의 중요성》, 《처형 장면》(Scenes from an Execution) 등의 학생 연극에서 공연하였다.

## 경력

### 초반
대학 재학 중이던 2004년 텔레비전 영화 《호킹》, 빌리 크루덥과 클레어 데인스 주연 영화 《스테이지 뷰티》에 나오며 경력을 시작했다. 2005년 소설 원작 BBC 드라마 《더 로터스 클럽》과 ITV 드라마 《아가사 크리스티: 명탐정 포와로》에 출연하였다.
2006년에는 두 편의 코미디 영화 《스타트 포 텐》과 《빅 낫씽》에 출연했다. 《빅 낫씽》에서는 상대 남배우 사이먼 페그와 함께 미국식 영어 억양으로 연기하였다. 또 연초에 드라마 《루징 제마》에서 배낭여행자 역을 연기하면서 인도에 머물기도 했다.
연극 무대에서는 톰 스토파드가 연출한 로열 코트 극장 극 《로큰롤》(Rock 'n' Roll)에 등장했고, 이듬해인 2007년 브로드웨이 무대에서도 같은 배역을 연기했다. 이 역할로 이브는 와츠온스테이지닷컴(Whatsonstage.com) 여우조연상 후보에 올랐다. 2009년에는 치체스터 페스티벌 극장에 올라간 《시라노 드 베르주라크》에 출연하였다.

### 미국 활동
이후 이브는 미국에 진출하였다. 2009년 영화 《크로싱 오버》에서 조연 클레어 역으로 나왔다. 2010년 개봉한 《내겐 너무 과분한 그녀》에서는 여주인공 몰리 역을 맡았는데, 부모님 트레버 이브와 샤론 몬이 영화에서도 배역의 부모님 역으로 등장하였다. 같은 해 개봉한 《섹스 앤 더 시티 2》에서는 등장인물 샬럿의 아일랜드인 유모 에린 역으로 출연했다.

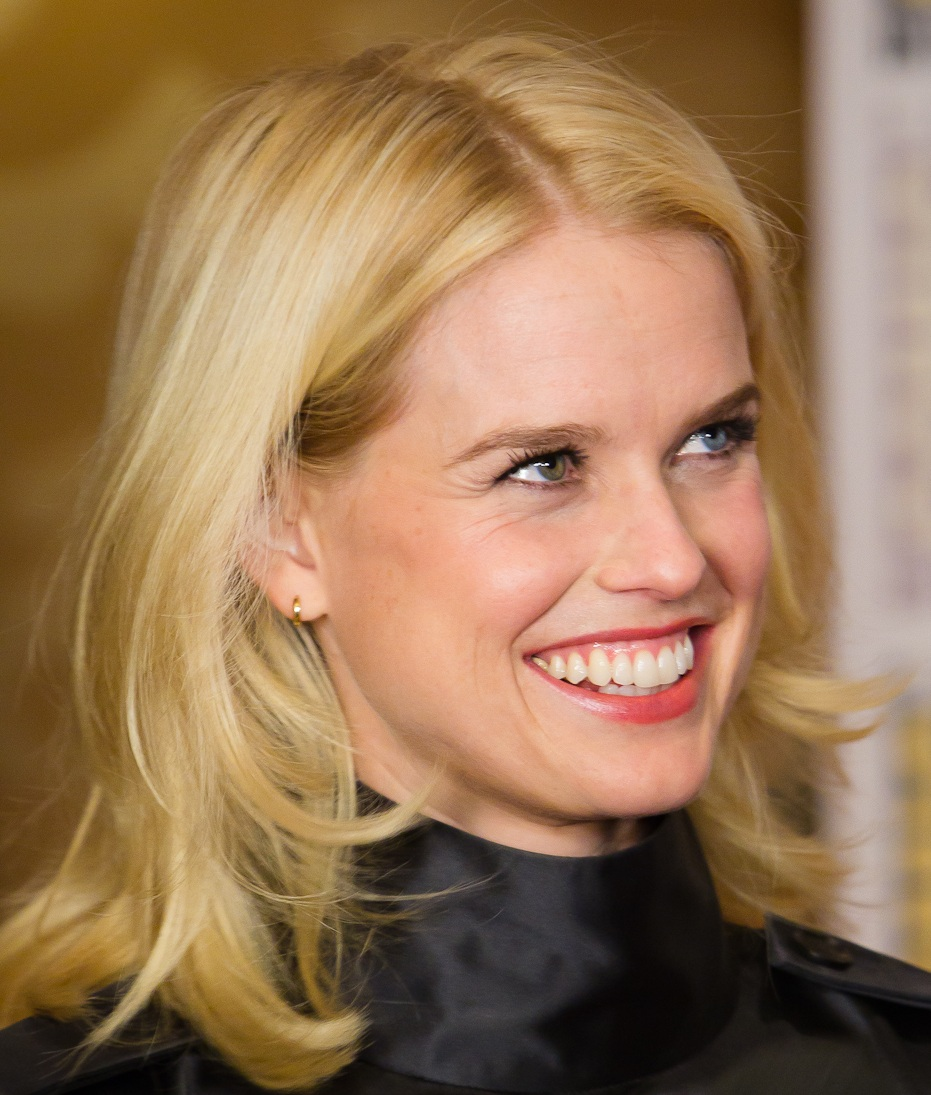
2011년 모습

이듬해인 2011년에는 미국 HBO 드라마 시리즈 《안투라지》 시즌 8에서 주인공 빈센트 체이스(에이드리언 그레니에이 분)와 연인이 되는 언론인 소피아 역으로 등장했다. 영화에서는 로맨틱 코미디 《디코이 브라이드》에서 할리우드 여배우 라라 타일러 역을, SF 블록버스터 《스타트렉 다크니스》에서 캐럴 마커스 박사 역을 맡았다. 2012년에 개봉한 《맨 인 블랙 3》에서는 에마 톰프슨이 맡은 배역 에이전트 O의 젊은 시절을 연기하였다.
2013년 배우 크리스 에번스가 직접 연출하고 주연한 로맨스 영화 《비포 위 고》 여주인공으로 출연했다. 이외에 《박물관이 살아있다: 비밀의 무덤》, 《크리미널》 등에 출연하였다.
2016년 이브는 넷플릭스 시리즈로 발을 넓혀 SF 드라마 《블랙 미러》 시즌 3 "추락" 편에 출연하여 주인공 레이시(브라이스 댈러스 하워드 분)의 껄끄러운 옛 친구 나오미 역를 연기했다. 2017년 마블 코믹스 원작 슈퍼히어로 드라마 《아이언 피스트》 시즌 2에 합류하여 악당 타이포이드 메리 역으로 등장하였다.

## 사생활
옥스퍼드 대학교에서 시인 애덤 오리어던(Adam O'Riordan)을 만나 오랜 기간 교제했으며 2012년 결별하였다.
2014년 고등학교 동창인 투자자 앨릭스 카우퍼스미스(Alex Cowper-Smith)와 약혼했다고 발표하였다. 두 사람은 웨스트민스터 스쿨에서 만났다고 하며, 그해 12월 31일 결혼식을 올렸다. 2017년 이혼이 성립하였다.
2017년 11월 미국 시민권을 취득하였다.
홍채 이색증을 갖고 있어 양쪽 눈의 색깔이 다르다. 왼눈은 파란색, 오른눈은 초록색이다.

## 출연 작품

### 영화
| 연도 | 제목                           | 원제                                    | 배역              | 비고             |
| ---- | ------------------------------ | --------------------------------------- | ----------------- | ---------------- |
| 2004 | 호킹                           | Hawking                                 | 마사 거스리       | 텔레비전 영화    |
| 2004 | 스테이지 뷰티                  | Stage Beauty                            | 프레인 양         |                  |
| 2006 | 스타터 포 텐                   | Starter for 10                          | 앨리스 하빈슨     |                  |
| 2006 | 빅 낫씽                        | Big Nothing                             | 조시              |                  |
| 2007 | 디 어메이징 트라우저스         | The Amazing Trousers                    | 콜렛              | 단편             |
| 2009 | 크로싱 오버                    | Crossing Over                           | 클레어 셰퍼드     |                  |
| 2010 | 내겐 너무 과분한 그녀          | She's Out of My League                  | 몰리 매클리시     |                  |
| 2010 | 섹스 앤 더 시티 2              | Sex and the City 2                      | 에린              |                  |
| 2011 | 디코이 브라이드                | The Decoy Bride                         | 라라 타일러       |                  |
| 2012 | ATM                            | ATM                                     | 에밀리 브랜트     |                  |
| 2012 | 더 레이븐                      | The Raven                               | 에밀리 해밀턴     |                  |
| 2012 | 맨인블랙 3                     | Men in Black 3                          | 에이전트 O        | 에마 톰프슨 아역 |
| 2012 | 플리즈, 앨폰소                 | Please, Alfonso                         | 애너벨            | 단편             |
| 2012 | 애니를 위하여                  | Decoding Annie Parker                   | 루이즈 파커       |                  |
| 2013 | 어느 창녀의 하루               | Some Velvet Morning                     | 벨벳              |                  |
| 2013 | 스타트렉 다크니스              | Star Trek Into Darkness                 | 닥터 캐럴 바커스  |                  |
| 2013 | 콜드나이트                     | Cold Comes the Night                    | 클로이            |                  |
| 2014 | 박물관이 살아있다: 비밀의 무덤 | Night at the Museum: Secret of the Tomb | 귀니비어          |                  |
| 2014 | 비포 위 고                     | Before We Go                            | 브룩 돌턴         |                  |
| 2015 | 더티 위켄드                    | Dirty Weekend                           | 내털리 해밀턴     |                  |
| 2015 | 리스고 세인트                  | Lithgow Saint                           | 어밀리아 애덤스   | 단편             |
| 2016 | 크리미널                       | Criminal                                | 마타 린치         |                  |
| 2016 | 미스컨덕트                     | Misconduct                              | 샬럿              |                  |
| 2017 | 비스 메이크 허니               | Bees Make Honey                         | 허니              |                  |
| 2017 | 스탠바이, 웬디                 | Please Stand By                         | 오드리            |                  |
| 2017 | 더 스톨런                      | The Stolen                              | 샬럿 록턴         |                  |
| 2018 | 언투게더                       | Untogether                              | 아이린            |                  |
| 2018 | 크리미널 게임: 보석 사기단     | The Con Is On                           | 재키              |                  |
| 2018 | 레플리카                       | Replicas                                | 모나 포스터       |                  |
| 2019 | 밤쉘: 세상을 바꾼 폭탄선언     | Bombshell                               | 에인즐리 에어하트 |                  |
| 2021 | 워닝                           | Warning                                 | 클레어            |                  |
| 2022 | 디 인퍼널 머신                 | The Infernal Machine                    | 로라 히긴스       |                  |
| 2023 | 퀸 메리                        | Haunting of the Queen Mary              | 앤 콜더           |                  |
| 2023 | 프리랜스                       | Freelance                               | 제니 퍼티츠       |                  |

### 텔레비전
| 연도 | 제목                           | 원제                     | 배역                 | 비고                                              |
| ---- | ------------------------------ | ------------------------ | -------------------- | ------------------------------------------------- |
| 2005 | 더 로터스 클럽                 | The Rotters' Club        | 시설리 보이드        |                                                   |
| 2005 | 아가사 크리스티: 명탐정 포와로 | Agatha Christie's Poirot | 레녹스 탬플린        | "블루 트레인의 수수께끼" 편                       |
| 2006 | 루징 제마                      | Losing Gemma             | 에스터               |                                                   |
| 2011 | 안투라지                       | Entourage                | 소피아               | 4회분                                             |
| 2016 | 블랙 미러                      | Black Mirror             | 나오미 제인 블레스토 | 시즌 3 "추락(Nosedive)" 편                        |
| 2018 | 누명                           | Ordeal by Innocence      | 궨다 본              | 미니시리즈                                        |
| 2018 | 로봇 치킨                      | Robot Chicken            | 제인 포터 / 알렉시스 | 애니메이션, "Jew No. 1 Opens a Treasure Chest" 편 |
| 2018 | 아이언 피스트                  | Iron Fist                | 타이포이드 메리      | 시즌 2 주연                                       |
| 2020 | 벨그레이비아                   | Belgravia                | 수전 트렌처드        |                                                   |
| 2023 | 파워                           | The Power                | 크리스틴             |                                                   |